# Blau@Ictínea
Blau@Ictínea és un projecte de barri tecnològic que estaria situat al districte barceloní de Sants-Montjuïc, ubicat a la zona portuària del Morrot: entre l'Avinguda del Paral·lel, la Zona Franca, la muntanya de Montjuïc i el mar Mediterrani.

## Història
La primera proposta d'aquest barri va ser realitzada per Xavier Trias durant la campanya a les eleccions municipals del 2007, època en què el mercat immobiliari encara estava a l'alça. Posteriorment ja durant la crisi econòmica de la segona mitat de la dècada del 2000, es va reformar la proposta. Durant una visita de l'alcaldable a Nova York, es va entrevistar amb l'Autoritat Portuària de Nova York i Nova Jersey, amb qui va signar un preacord de col·laboració per establir un grup de treball.